# Skälbäcktjärnen
Skälbäcktjärnen är en sjö i Malung-Sälens kommun i Dalarna och ingår i Göta älvs huvudavrinningsområde. Sjön har en area på 0,0519 kvadratkilometer och ligger 499,9 meter över havet. Sjön avvattnas av vattendraget Halgån.

## Delavrinningsområde
Skälbäcktjärnen ingår i det delavrinningsområde (673133-136119) som SMHI kallar för Inloppet i Bredsjön. Medelhöjden är 501 meter över havet och ytan är 11,15 kvadratkilometer. Det finns inga avrinningsområden uppströms utan avrinningsområdet är högsta punkten. Halgån som avvattnar avrinningsområdet har biflödesordning 2, vilket innebär att vattnet flödar genom totalt 2 vattendrag innan det når havet efter 428 kilometer. Avrinningsområdet består mestadels av skog (58 procent) och sankmarker (34 procent). Avrinningsområdet har 0,12 kvadratkilometer vattenytor vilket ger det en sjöprocent på 1,1 procent.